# إيزلي بلاكوود الأب
إيزلي بلاكوود سينيور (بالإنجليزية: Easley Blackwood)‏ هو لاعب الجسر ‏ أمريكي، ولد في 25 يونيو 1903، وتوفي في 27 مارس 1992.